# Trwyn Du-i világítótorony
A Trwyn Du-i világítótorony egy világítótorony a Penmonhoz közeli Dinmor Point és az Anglesey szigettől keletre lévő Ynys Seriol, más néven Puffin-sziget között. A torony a Menai-szoros bejáratánál van és a biztonságos átjárót mutatja a két sziget között.

## Története
A környéken élő tengerészek már korábban szükségesnek érezték egy világítótorony felépítését, különösen miután 1831-ben a Rothsay Castle nevű gőzös megfeneklett és elsüllyedt az átjáróban 130 ember halálát okozva. Az első világítótornyot 1838-ban emelték, 11 589 angol fontból.

## A jelenlegi torony
A mostani világítótorony 29 méter magas, James Walker tervezte, és 1835-ben építették. Ez volt az építész első olyan világítótornya, amelyet a tengerre építettek.
A torony alapja lépcsőzetes kialakítású, hogy megtörje a víz erejét és ellenálljon a hatalmas hullámveréseknek, amelyeknek a korábbi világítótornyok voltak kitéve.
Valószínűleg gazdasági megfontolásból a korábban a hasonló építményeknél megszokott kecses, karcsú formák helyett dísztelen, egyszerű, függőleges falak jellemzik az épületet. A torony felfelé félúton elkezd keskenyedni, a tetején pedig körben várfalszerű csipkézett mellvéd található a szokásos vas korlát helyett. Walker ezeket a jellemzőket használta más terveinél is. A festése most is az eredeti fehér alapon három fekete csík, amelyet régen is használtak.
Walker kísérleti jelleggel beépített egy vízöblítéses illemhelyet is, elképzelése azonban később rossznak bizonyult. Egy speciálisan ide kitalált lefolyót tervezett, aminek a kivezetése a torony aljánál volt. A lépcsős alap segítette ugyan a szennyvíz távozását, azonban nagy viharokban a hullámok miatt lehetetlenné vált a használata.

## Modernizáció
A lámpát 1996-óta napenergia működtetik és ezzel egyidőben az épületet is felújították.
Jelenleg a világítótoronynak egy  15 000 kandela fényerősségű lámpája van, amit 12 tengeri mérföldről látható és egy 178 kg súlyú harangja, amit minden fél órában megkongatnak. 1832-ben egy életmentő állomás is működött itt, azonban ezt 1915-ben bezárták.

## Megközelíthetőség
Dinmor Point elérhető Beaumarist kelet felé elhagyva Llangoeden keresztül. Egy kis összeg ellenében használható a fizetős útszakasz és nagyon közel lehet parkolni a toronyhoz, vagy pedig körülbelül egy mérföldre attól ingyen. Habár nagyon közel van a szárazföldhöz, nem lehet megközelíteni a világítótornyot szárazon.